# إيبو توراي
إيبو عمر توراي (بالإنجليزية: Ibou Omar Touray) (من مواليد 24 ديسمبر 1994) هو لاعب كرة قدم محترف يلعب كظهير أيسر لنادي سالفورد سيتي. ولد في إنجلترا، ويمثل غامبيا على المستوى الدولي.